# Michael Richey (Gelehrter)

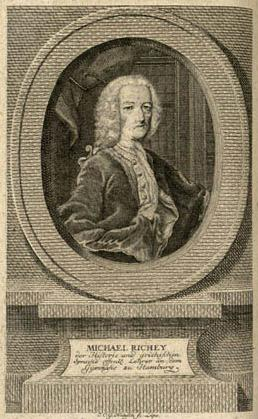
Michael Richey

Michael Richey (* 1. Oktober 1678 in Hamburg; † 10. Mai 1761) war ein Gelehrter und Dichter.

## Leben
Michael Richey studierte Theologie, Naturlehre, Mathematik und Geschichte in Wittenberg. Ende 1699 wurde er Magister in Philosophie.
Am 10. September 1704 trat er sein Amt als Rektor des Athenaeums Stade an. Im Juli 1712 sah er sich durch die Pest und eine mögliche Belagerung durch dänische Truppen gezwungen, Stade zu verlassen. Im Mai 1713 trat er von dem Posten zurück. Seit 1712 war er als Gelehrter in Hamburg tätig. Am 26. Januar 1717 wurde er zum Professor für Griechisch und Geschichte am Akademischen Gymnasium gewählt, das Amt behielt er bis zu seinem Tode.
Nach ihm wurden die Richeystraße im Hamburger Stadtteil Barmbek-Nord und der Richeyweg in Stade benannt.

## Schaffen
Richey war Mitglied der Patriotischen Gesellschaft („Patriot sei ein Mensch, dem es um das Beste seines Vaterlandes ein rechter Ernst ist“). Von 1724 bis 1726 gehörte er zur Verfassergruppe der in Hamburg erscheinenden moralischen Wochenschrift Der Patriot. Diese Publikation wurde zu einem bedeutenden Sprachrohr der Frühaufklärung in Deutschland.
Besondere Verdienste erwarb er sich durch seine Studien über den Hamburger Dialekt (Idioticon Hamburgense oder Wörter-Buch, zur Erklärung der eigenen, in und um Hamburg gebräuchlichen, Nieder-Sächsischen Mund-Art. Hamburg 1743, zweite Auflage 1755). Richey schuf damit übrigens die Bezeichnung „Idiotikon“, die in den folgenden über hundert Jahren zum Standardbegriff für ein regionalsprachliches Wörterbuch wurde.
Daneben erarbeitete er die Hamburgische Bibliotheca Historica, Der Studierenden Jugend zum Besten zusammen getragen (10 Bde., Leipzig 1715–1729, zusammen mit Philipp Friedrich Hane, Johann Hübner, Johann Albert Fabricius).

## Nachweise
1. ↑  Jörg Scheibe: Der Patriot (1724-1726) und sein Publikum.
2. ↑  Walter Haas (Hrsg.): Provinzialwörter. Deutsche Idiotismensammlungen des 18. Jahrhunderts. Berlin / New York 1994, S. XXV ff.

| Personendaten    | Personendaten       |
| ---------------- | ------------------- |
| NAME             | Richey, Michael     |
| ALTERNATIVNAMEN  | Richeius, Michael   |
| KURZBESCHREIBUNG | deutscher Gelehrter |
| GEBURTSDATUM     | 1. Oktober 1678     |
| GEBURTSORT       | Hamburg             |
| STERBEDATUM      | 10. Mai 1761        |
| STERBEORT        | Hamburg             |